# دييغو فاريا
دييغو فاريا هو لاعب كرة قدم برازيلي، ولد في 18 يناير 1989 في تيوفيلو أوتوني في البرازيل. لعب مع نادي سانتوس.

## وصلات خارجية
- دييغو فاريا على موقع قاعدة بيانات كرة القدم.إي يو (الإنجليزية)